# The Mix
The Mix este un album Kraftwerk din 1991. Albumul include cele mai bune piese din cariera trupei, modificate aproape în totalitate. Când acesta a fost lansat, Kraftwerk s-au întors pe scenǎ performând live din nou, într-un turneu mondial unic.
Iatǎ câteva motive întemeiate pentru lansarea acestui material, explicate de membrii trupei:
1. Kraftwerk nu au vrut doar sǎ lanseze un tradițional "Greatest Hits" sau "Best Of"
2. în ciuda nelansǎrii unui material nou, sau neavând turnee live în afara Europei, Ralf Hutter nu a vrut ca Kraftwerk sǎ aparǎ "morți" în fața publicului

Albumul a avut de-a face cu reacții diverse la lansare. Mulți au fost dezamǎgiți din cauza lipsei de noi compoziții.
The Mix a fost creat în totalitate digital, într-o perioadǎ în care tehnologia abia ajungea la maturitate. A fost produs de Ralf Hutter, Florian Schneider și Fritz Hilpert, care l-a înlocuit pe Wolfgang Flur dupǎ ce acesta a pǎrǎsit trupa în 1987. Karl Bartos a pǎrǎsit și el trupa în 1991, afirmând mai târziu în interviuri cǎ a contribuit mult la albumul The Mix prin programare data-sunet, deși nu a fost menționat pe album.

## Lista melodiilor
1. Die Roboter - 8:56
2. Computer Liebe - 6:35
3. Taschenrechner - 4:32
4. Dentaku - 3:27
5. Autobahn - 9:27
6. Radioaktivität - 6:53
7. Trans-Europa Express - 3:20
8. Abzug - 2:18
9. Metall Auf Metall - 4:58
10. Heimcomputer - 8:02
11. Musik Non Stop - 6:38